# Лосиний острів (національний парк)
Лосиний острів — національний парк, який розташований на території Москви та Московської області (міські округи та поселення Балашиха, Корольов, Митищі) Росії. Найбільший лісовий масив у Москві та найбільший серед лісів, які розташовані в межі міста.

## Історія
Перша згадка про території, на яких розташовується національний парк датується 1406 роком — тоді це було місцем соколиного та медвежого полювання Івана Грозного. При царі Олексії Михайловичі тут склалось царське мисливське господарство «Государев ловчий путь» з особливим заповідним статусом.
Назва «Лосиний острів» з'являється в документах у 1710 році. 1805 року Лосиний острів оголосили заповідним і тут встановили суворий режим охорони.
Заповідний режим було збережено за радянської влади. 1983 року Лосиний острів отримав статус національного парку.

## Тваринний світ
На території національного парку зареєстровано 44 види ссавців, 170 видів птахів, 9 видів амфібій, 5 видів рептилій та 19 видів риб. Типові види: лось, кабан дикий, лисиця звичайна, куниця, горностай, зайці-біляки, білки. З рідкісних і таких, що потребують охорони ліскулька, сови, рукокрилі, голуби (голуб-синяк, припутень), слуква, жовна сива

## Рослинний світ
У парку ростуть хвойно-широколисті ліси. У парку представлено кілька комплексів: тайговий комплекс, лісопарковий комплекс, водно-болотний комплекс, лучні біотопи.

## Червонокнижні птахи, які зустрічаються в Лосиному острові
На території Національного парку «Лосиний острів» зафіксовано кілька видів птахів, які внесені до Червоної книги РФ.
- сорокопуд сірий (Lanius excubitor) — можливо гніздування;
- лелека чорний (Ciconia nigra (L.));
- орлан-білохвіст (Haliaeetus albicilla (L.));
- скопа (Pandion haliaetus (L.))
- казарка червоновола (Rufibrenta ruficollus (L.));
- підорлик великий (Aquila clanga) — види зустрічаються під час сезонних міграцій.

## Галерея

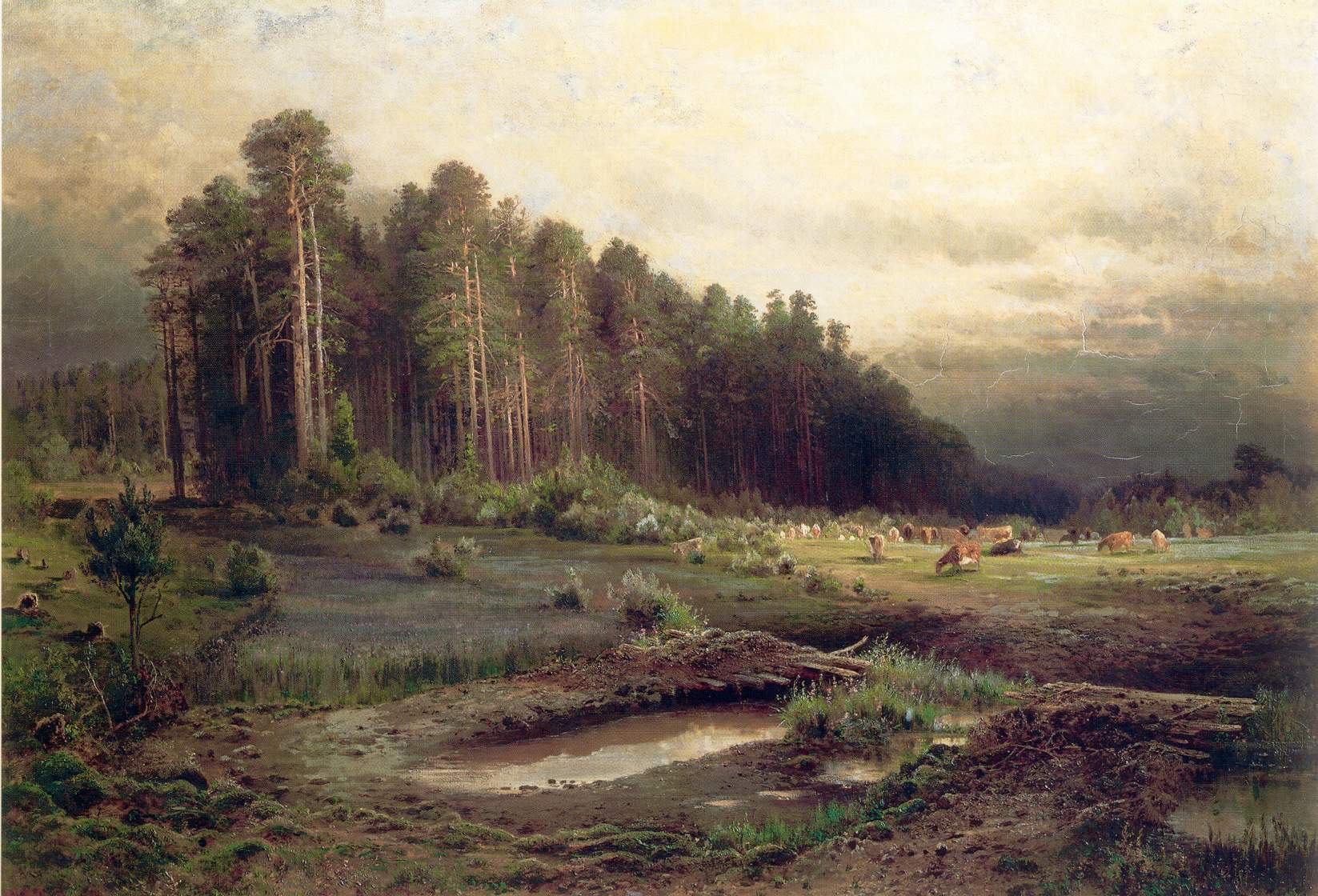
"Лосиний острів у Сокільниках" 68×88 cm (1865) Олексій Саврасов
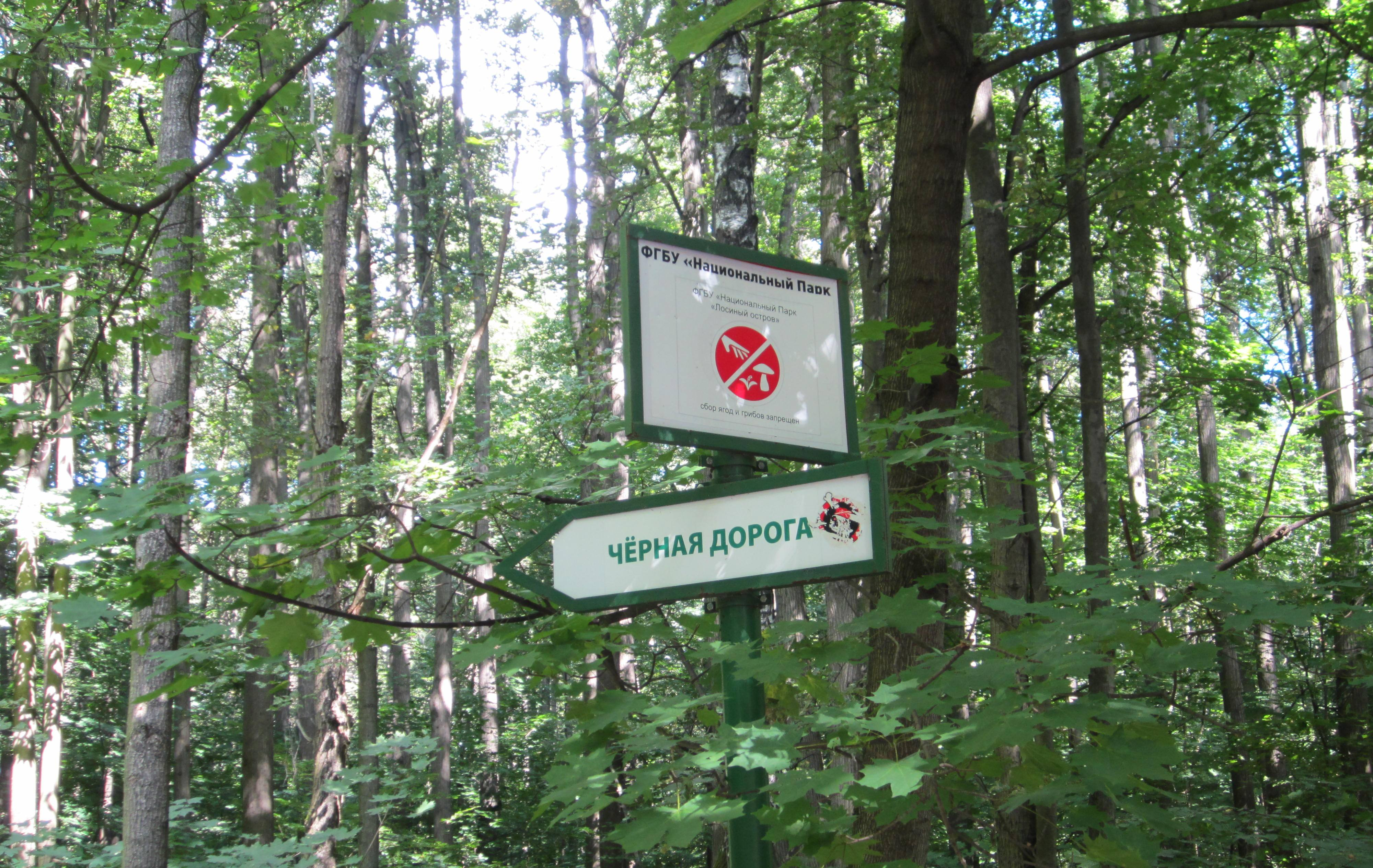
"Чорна дорога" в Національний парк "Лосиний острів"
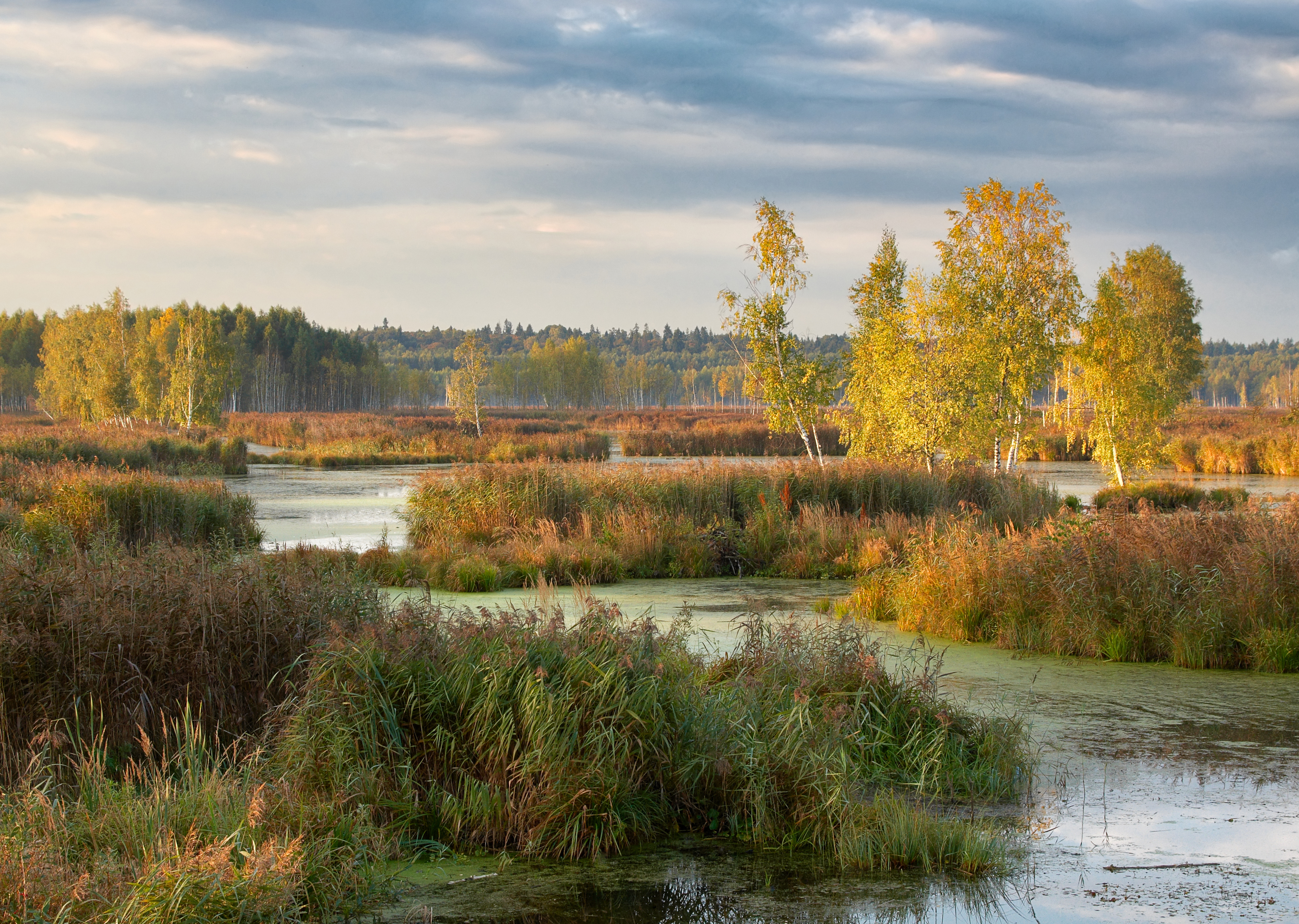
Національний парк "Лосиний острів"
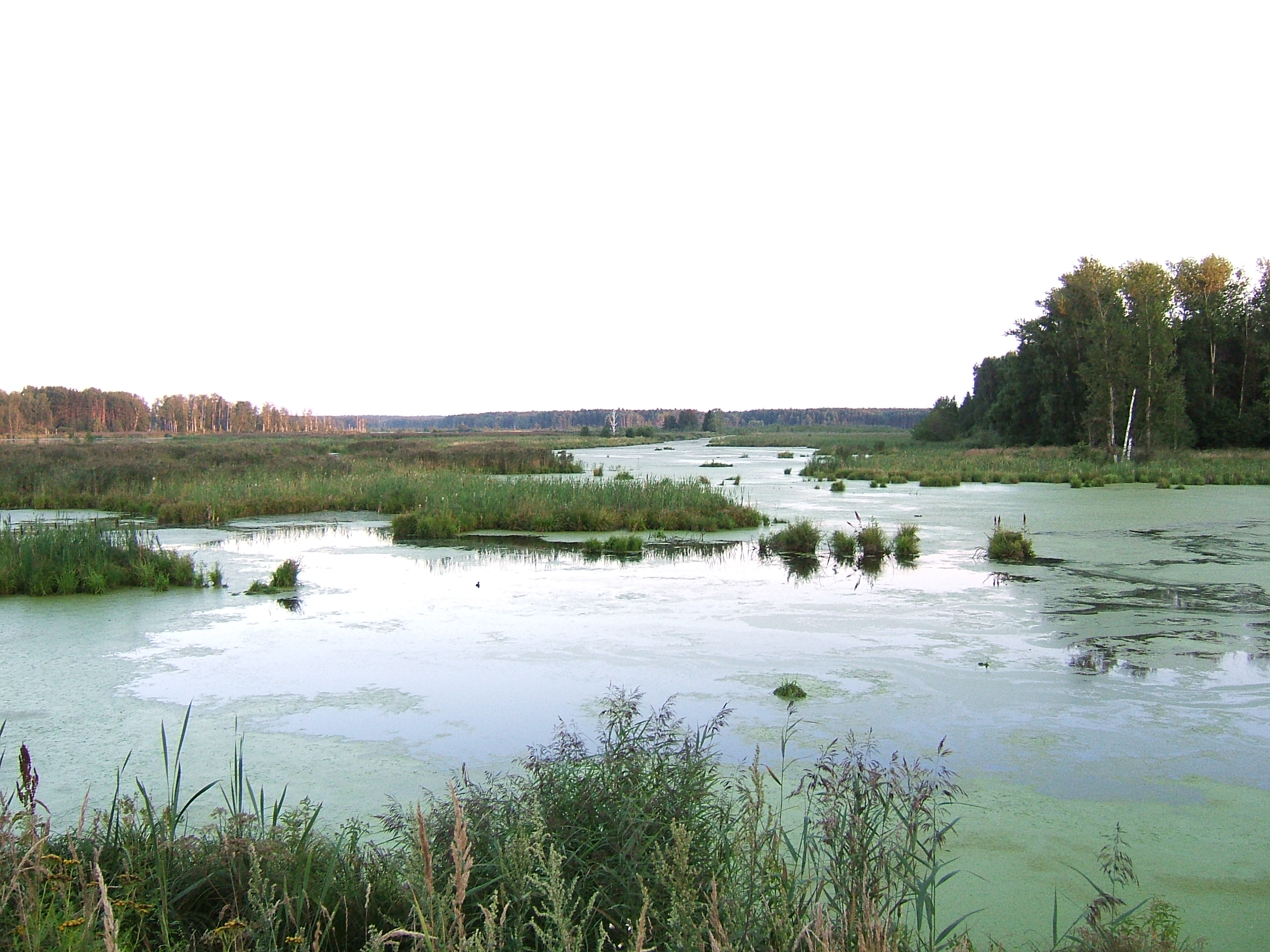
Верхньо-Яузькі болота